# Lysandra caeruleopuncta
Lysandra caeruleopuncta är en fjärilsart som beskrevs av Tutt 1909. Lysandra caeruleopuncta ingår i släktet Lysandra och familjen juvelvingar. Inga underarter finns listade i Catalogue of Life.